# Altymyrat Annadurdyýew
Altymyrat Annadurdyýew (Aşgabat, 13 aprile 1993) è un calciatore turkmeno, attaccante dell'Arkadag e della nazionale turkmena.

## Carriera

### Club
Ha esordito tra i professionisti nel 2015 con l'Ahal, club della prima divisione turkmena, con cui ha anche realizzato 3 reti in 8 presenze nella Coppa dell'AFC 2015; nel 2016 si è trasferito all'Altyn Asyr, sempre nel medesimo campionato. Con questo club ha inoltre partecipato a numerose edizioni della Coppa dell'AFC (tutte quelle dal 2016 al 2021, esclusa l'edizione del 2020), per un totale di ulteriori 29 presenze e 19 reti in questa competizione, di cui nell'edizione 2018 ha anche giocato (e perso) la finale. Con le sue reti, è stato tra i protagonisti dei successi in patria dell'Altyn Asyr, che tra il 2016 ed il 2020 ha vinto 5 campionati consecutivi oltre a 2 coppe nazionali e 5 supercoppe nazionali consecutive (senza contare la già citata finale di Coppa dell'AFC ed una semifinale sempre nella medesima manifestazione, nell'edizione 2019 del torneo).

### Nazionale
Ha esordito nella nazionale turkmena nel 2015; ha preso parte alla Coppa d'Asia 2019, nella quale ha disputato tutte e 3 le partite della fase a gironi, 2 delle quali partendo anche da titolare (rispettivamente contro Giappone ed Oman).

## Statistiche

### Cronologia presenze e reti in nazionale
| Cronologia completa delle presenze e delle reti in nazionale ― Turkmenistan | Cronologia completa delle presenze e delle reti in nazionale ― Turkmenistan | Cronologia completa delle presenze e delle reti in nazionale ― Turkmenistan | Cronologia completa delle presenze e delle reti in nazionale ― Turkmenistan | Cronologia completa delle presenze e delle reti in nazionale ― Turkmenistan | Cronologia completa delle presenze e delle reti in nazionale ― Turkmenistan | Cronologia completa delle presenze e delle reti in nazionale ― Turkmenistan | Cronologia completa delle presenze e delle reti in nazionale ― Turkmenistan |
| Data                                                                        | Città                                                                       | In casa                                                                     | Risultato                                                                   | Ospiti                                                                      | Competizione                                                                | Reti                                                                        | Note                                                                        |
| --------------------------------------------------------------------------- | --------------------------------------------------------------------------- | --------------------------------------------------------------------------- | --------------------------------------------------------------------------- | --------------------------------------------------------------------------- | --------------------------------------------------------------------------- | --------------------------------------------------------------------------- | --------------------------------------------------------------------------- |
| 09-01-2019                                                                  | Abu Dhabi                                                                   | Giappone                                                                    | 3 – 2                                                                       | Turkmenistan                                                                | Coppa d'Asia 2019 - 1º turno                                                | -                                                                           | 50’ 88’                                                                     |
| 13-1-2019                                                                   | Dubai                                                                       | Turkmenistan                                                                | 0 – 4                                                                       | Uzbekistan                                                                  | Coppa d'Asia 2019 - 1º turno                                                | -                                                                           | 46’                                                                         |
| 17-1-2019                                                                   | Abu Dhabi                                                                   | Oman                                                                        | 3 – 1                                                                       | Turkmenistan                                                                | Coppa d'Asia 2019 - 1º turno                                                | 1                                                                           | 35’ 83’                                                                     |
| Totale                                                                      |                                                                             | Presenze                                                                    | 3                                                                           |                                                                             | Reti                                                                        | 1                                                                           |                                                                             |

## Palmarès

### Club

#### Competizioni nazionali
- Ýokary Liga: 6

Altyn Asyr: 2016, 2017, 2018, 2019, 2020
Arkadag: 2024
- Coppa del Turkmenistan: 2

Altyn Asyr: 2016, 2019
- Supercoppa del Turkmenistan: 5

Altyn Asyr: 2016, 2017, 2018, 2019, 2020

#### Competizioni internazionali
- AFC Challenge League: 1

Arkadag: 2024-2025

### Individuale
- Capocannoniere della AFC Challenge League: 1

2024-2025